# Señalización digital

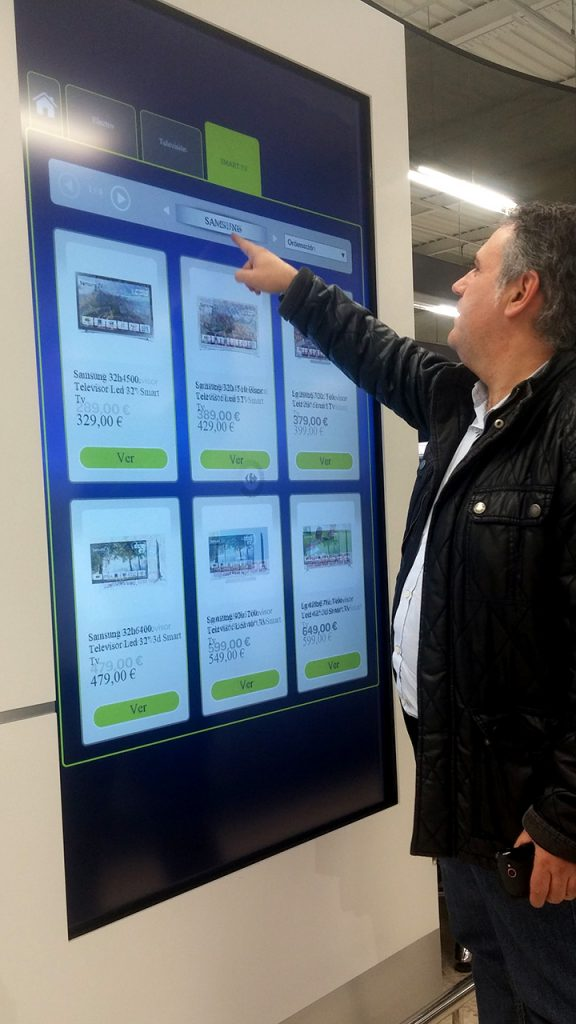
Punto de Información Interactivo

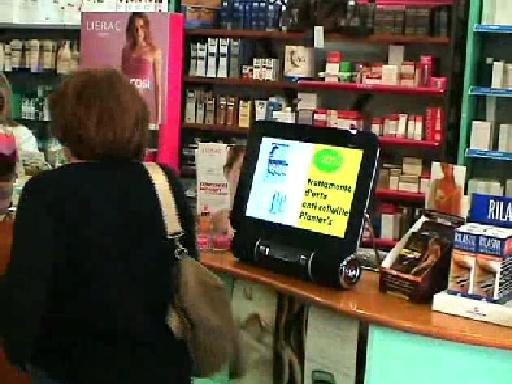
Señalización digital en una farmacia.

La señalización digital (digital signage en idioma inglés), conocida como señalización digital dinámica, señalización digital multimedia o cartelería digital, es el uso de contenidos digitales emitidos a través de pantallas como monitores LCD, pantallas de plasma, un panel de LED o proyectores (Proyector).
Esta tecnología substituye cada vez más los carteles tradicionales para mejorar la presentación y promoción de ventas de productos, para visualizar información o incluso para facilitar la interacción con los contenidos.
Además de presentar los contenidos de forma dinámica en vez de estática, permite crear una red de sistemas audiovisuales con contenidos diariamente actualizados. Para la utilización de estos sistemas se utiliza la combinación de hardware, un software especial para el reproductor y la gestión de contenidos, la conexión con Internet u otra tecnología que permita la actualización remota, como 3G.

## Aplicación

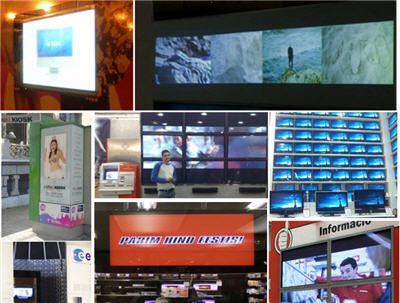
Las aplicaciones del digital signage son numerosas.

Existe una gama amplia de posibles aplicaciones tanto para el uso interior (en inglés indoor) como el uso exterior (en inglés outdoor). En el interior de empresas, tiendas, grandes superficies, centros comerciales, en el punto de venta (en inglés, point of sale) para llamar la atención del cliente, cautivar al consumidor con contenidos dinámicos o para mejor la comunicación entre empresa (marca) y consumidor.
El uso exterior casi siempre está relacionado con el concepto publicitario “Out-of-Home-Media” cuyo éxito se basa en el gran impacto debido a:
- las dimensiones de las pantallas;
- la instalación en zonas con gran afluencia de personas (estaciones de tren, metro, aeropuertos y otros).

La tecnología permite una planificación exacta y más eficaz de campañas publicitarias, ya que el contenido puede ser adaptado (o se adapta automáticamente) al grupo objetivo. Además, la combinación de contenidos interesantes (noticias, agenda local, videos, anuncios) garantiza una alta atención y aceptación por parte de los consumidores.
Una aplicación típica sería una red de pantallas para franquicias (ejemplo, un supermercado). Desde la central se realiza la gestión y la distribución del contenido que sale en las pantallas de cada sucursal. Todas las pantallas pueden mostrar el mismo contenido o distintos. En comparación con la cartelería tradicional (en inglés paper signage) el coste económico a largo plazo podría ser menor, ya que se ahorra la impresión de papel, aunque por otro lado se produce un consumo constante de electricidad para su funcionamiento. Una ventaja evidente es que el sistema digital signage permite reaccionar con más flexibilidad a las necesidades de cada negocio.
Recientemente, las pantallas 3D sin gafas Autostereoscopia empiezan a ser utilizada en las tiendas de alta gama por su visualizaciín 3D sin gafas, una técnica de presentación muy llamativa pero hasta 2014 muy caro para gestionar.  A partir de 2014, un nuevo software ViewPoint 3D permite la creación de contenido autostereoscopico dinámica para señalización digital y otros fines, que no solo había reducido el coste, sino permitido la difusión de contenido 3D que podía presentar en el escenario 3D información y video en tiempo real, como ofertas, precios y noticias y el tiempo del día.

## Tecnología
Para la instalación de un sistema de señalización digital son necesarios varios componentes, tanto a nivel informático como a nivel conceptual.
1. Hardware: para reproducir los contenidos se necesita (pantalla), un PC para el cliente (pc normal o específico) con conexión Internet y una pantalla.

1. Software: la producción y sobre todo la gestión de los contenidos funciona con la ayuda de un software especial. La distribución de los contenidos (textos, animaciones, videos, imágenes, etc.) se realiza a través de internet para que lleguen al momento a su destino: el punto de venta, punto de información, pantalla publicitaria etc.

Cada vez existen más sistemas sofisticados para ofrecer una solución completa al cliente final: tótems con pantallas incorporadas, kioscos, mobiliario urbano con funciones interactivas.
Hay soluciones de digital signage basadas en tecnologías 100 % colaborativas y arquitecturas web con modelos "SaaS" que permiten a las empresas implantar circuitos de forma escalada o crear circuitos pequeños sin la necesidad de grandes inversiones iniciales. Es posible usar reproductores multimedia específicos para señalización digital. Es decir, un dispositivo físico que se conecta a una pantalla de señalización digital y una red informática. Este dispositivo, recibe archivos multimedia de un servidor de software de señalización digital, los procesa y luego los transmite a la pantalla led.

## Ventajas
No existe un límite de lugares donde se puede aplicar esta nueva tecnología. Prácticamente en todos los sitios donde se necesita informar y promocionar podemos mejorar la comunicación y reducir gastos usando un sistema Digital Signage.

## Publicidad y señalización digital
El punto más atacado por parte de los escépticos siempre ha sido la falta de medición del impacto de este nuevo medio y por lo tanto un ROI (retorno de capital invertido) incalculable. Sin embargo, cada vez existen más tecnologías que son capaces de medir el impacto de la publicidad emitida porque consiguen detectar si hay una persona delante de la pantalla, si contempla el contenido.
Además pueden reconocer el género y otros datos demográficos y adaptar el anuncio publicitario de la pantalla al instante. Este tipo de software permite medir la relación entre tráfico de personas en una tienda y el impacto real que tiene la publicidad.